# Cañardo
Cañardo (Canyardo en aragonés) es un despoblado perteneciente al municipio de Sabiñánigo, en la provincia de Huesca. Pertenece a la comarca del Alto Gállego, en la comunidad autónoma de Aragón.
- Datos: Q3572256